# خاکوبو رامون
خاکوبو رامون (انگلیسی: Jacobo Ramón؛ زادهٔ ۶ ژانویهٔ ۲۰۰۵) بازیکن فوتبال اهل اسپانیا است که در حال حاضر برای باشگاه فوتبال رئال مادرید کاستیا بازی می‌کند. 
وی همچنین در تیم‌های ملی فوتبال زیر ۱۸ سال اسپانیا و زیر ۱۹ سال اسپانیا بازی کرده است.